# Пушкаренко, Алексей Ларионович
Алексей Ларионович Пушкаренко (1 февраля 1948 — 7 марта 2018) — советский и российский контрразведчик, генерал-лейтенант ФСБ.

## Биография
Родился 1 февраля 1948 года.
Ответственный работник КГБ и ФСБ.
Операции, в которых принимал участие:
- ликвидация последствий взрыва на ЧАЭС,
- спасение людей во время событий в Баку в 1990 году,
- разоблачение агента английской разведки Вадима Синцова (1993),
- разоблачение спецслужб Германии, организовавших «плутониевый скандал» (1994),
- первые уголовные дела против компаний Бориса Березовского (1999).

В 1990-е годы был одним из самых ярых противников реформирования российских органов безопасности.
В 1990—1991 гг. начальник Департамента экономической безопасности КГБ СССР.
С 1992 года начальник Управления ФСБ по обеспечению безопасности стратегических объектов. В 1996—1999 гг. начальник Управления экономической контрразведки ФСБ. С 1999 г. представитель ФСБ в Минске.
С 1998 года член комиссии по финансовому и экономическому обеспечению военной реформы при Совете обороны Российской Федерации.
Генерал-лейтенант ФСБ.
Умер 7 марта 2018 года в Москве.